# Arthur (Or the Decline and Fall of the British Empire)
Arthur (Or the Decline and Fall of the British Empire) é o sétimo álbum de estúdio gravado pela banda inglesa The Kinks, lançado em 1969.
| Críticas profissionais                                                      | Críticas profissionais |
| Avaliações da crítica                                                       | Avaliações da crítica  |
| Fonte                                                                       | Avaliação              |
| --------------------------------------------------------------------------- | ---------------------- |
| Allmusic                                                                    | [ 1 ]                  |
| Blender                                                                     | [ 2 ]                  |
| Robert Christgau                                                            | (A-)                   |
| Esta tabela precisa de ser acompanhada por texto em prosa. Consulte o guia. |                        |

## Faixas
Todas as canções por Ray Davies, exceto onde indicado.
Lado A
1. "Victoria" – 3:40
2. "Yes Sir, No Sir" – 3:46
3. "Some Mother's Son" – 3:25
4. "Drivin'" – 3:21
5. "Brainwashed" – 2:34
6. "Australia" – 6:46

Lado B
1. "Shangri-La" – 5:20
2. "Mr. Churchill Says" – 4:42
3. "She's Bought A Hat Like Princess Marina" – 3:07
4. "Young And Innocent Days" – 3:21
5. "Nothing To Say" – 3:08
6. "Arthur" – 5:27

Faixas bônus (Castle 1998, Sanctuary 2004)
1. "Plastic Man" (Mono mix) – 3:04
2. "King Kong" (Mono mix) – 3:23
3. "Drivin'" (Mono mix) – 3:12
4. "Mindless Child Of Motherhood" (Mono mix) (Dave Davies) – 3:16
5. "This Man He Weeps Tonight" (Mono mix) (Dave Davies) – 2:42
6. "Plastic Man" (Alternate stereo version) – 3:04
7. "Mindless Child of Motherhood" (Stereo mix) (Dave Davies) – 3:16
8. "This Man He Weeps Tonight" (Broken stereo version) (Dave Davies) – 2:42
9. "She's Bought A Hat Like Princess Marina" (Mono mix) – 3:07
10. "Mr. Shoemaker's Daughter" (Dave Davies) – 3:08